# ایتمایل (اورگن)
ایتمایل (به انگلیسی: Eightmile) یک منطقهٔ مسکونی در ایالات متحده آمریکا است که در اورگن واقع شده‌است. ایتمایل ۸۲۹٫۰۷ متر بالاتر از سطح دریا واقع شده‌است.